# Национальный стадион (Абуджа)
Национальный стадион имени Мошуда Абиолы (англ. Moshood Abiola National Stadium) — многофункциональный стадион, расположенный в Абудже — столице Нигерии. Возведен в 2000 году. Официальная домашняя арена национальный футбольный сборной.

## История арены
Стадион был построен в 2000 году в преддверии проведения 8-х Всеафриканских игр (региональное мультиспортивное мероприятие, проводимое каждые четыре года и организованное Ассоциацией национальных олимпийских комитетов Африки). Федеральное правительство Нигерии приступило к реализации многомиллионного проекта по строительству ультрасовременного стадиона и игровой деревни, который должен быть завершен к проведению Всеафриканских игр. Контракт был официально заключен 18 июля 2000 года по результатам отбора из примерно 80 различных участников торгов. Строительство комплекса было начато.
У горожан и спортсменов были сомнения относительно того, возможно ли достроить стадион до старта игр. Однако строительство шло очень гладко и закончилось даже с опережением графика. На самом деле стадион должен был стать местом проведения конкурса красоты «Мисс мира», который состоялся позже в 2002 году. К сожалению, стадион не был полностью достроен к тому времени, а также восстание среди горожан, особенно в северном городе Кадуна, которое привело к человеческим жертвам, вынудило перенести конкурс в Лондон. Строительство главной чаши арены продолжалось в период с сентября 2000 года до апреля 2003 года, как раз к началу Игр. Строительство Игровой деревни продолжалось с сентября 2000 по август 2003 года.
Официальный ввод комплекса в эксплуатацию состоялся 8 апреля 2003 года. После его ввода в эксплуатацию начался заключительный этап подготовки к соревнованиям. Игры того года были крупнейшими за всю историю Африканских игр; 6000 спортсменов из 53 стран соревновались в 22 видах спорта, за которыми наблюдали 1200 официальных лиц. Более 1500 журналистов сделали репортажи для мировых СМИ. Игры проходили с 4 по 18 октября 2003 года и были признаны успешными. Принимающая страна, Нигерия, завоевала в общей сложности 226 медалей, став лидером медального зачета.
Помимо Всеафриканских игр, на стадионе проходили важные футбольные матчи, в частности — отборочные матчи чемпионата мира между Нигерией и другими странами.

## Иное использование
На Национальном стадионе в Абудже помимо спортивных мероприятий также проводятся концерты и различные религиозные церемонии.

## Особенности стадиона
Арена входит в число 50 самых дорогих стадионов, когда-либо построенных в мире.

## Оснащение
Все сооружения на стадионе спроектированы в полном соответствии с требованиями международных спортивных ассоциаций, в частности Международной федерации футбола (FIFA) и Международной ассоциации легкоатлетических федераций (IAAF).
Комплекс включает в себя:
- общая вместимость основной чаши арены — 60 491 зритель

- Велодром

- Президентский люкс и смотровая площадка

- 56 корпоративных люксов

- Почтовые отделения

- Банки

- Средства массовой информации

- Два табло и прожекторы

- Магазины и киоски для закусок

- Вертолетная площадка

- Крытый спортивный зал вместимостью 3000 человек

- Гимнастические залы вместимостью 2000 человек
- Плавательный бассейн вместимостью 2000 человек

- Теннисные корты

- Хоккейный стадион вместимостью 3000 человек

- Бейсбольный и софтбольный комплекс.

Национальный стадион имени Мошуда Абиолы отвечает всем требованиям международных стандартов безопасности; он оснащен подразделениями экстренной службы, камерами видеонаблюдения закрытого типа, а также стальным ограждением для контроля толпы. Есть также резервное противопожарное оборудование и металлодетекторы, которые были установлены с целью избежать каких — либо происшествий.

## Краткий технический обзор
Главная чаша стадиона рассчитана на 60 491 зрительское место. Основными характеристиками являются два перекрывающихся зрительских яруса: нижний ярус вмещает 32 000 мест, а верхний ярус — 28 000 мест. Нижний ярус также включает в себя 56 корпоративных люксов с обзорными террасами и один президентский лаундж на 50 гостей. Все функциональные и второстепенные помещения расположены в главном здании, общая площадь которого составляет около 25 000 м2. Это здание расположено ниже уровня вестибюля, который служит уровнем распределения зрителей и, следовательно, содержит несколько киосков, банков, пунктов первой помощи и туалетов. Конструкция стадиона представляет собой комбинацию монолитных и сборных железобетонных элементов. Есть 36 башен, поддерживающих верхний ярус и конструкцию крыши. Эти башни основаны на 140 буронабивных сваях диаметром 1,30 м и 1,50 м на глубине от 8,00 м до 30,00 м. Сборные железобетонные элементы длиной от 13 до 15 метров расположены между башнями, образуя зрительские трибуны. На производственной площадке компании, расположенной в 15 километрах отсюда, было произведено в общей сложности 6300 сборных элементов. Башни соединены сверху полой бетонной кольцевой балкой высотой 2,50 м и шириной 2,00 м с толщиной стенки 0,35 м. Конструкция крыши крепится на 36 массивных бетонных опорах к кольцевой балке. Впервые в мире кольцевая балка для такого рода кровельных конструкций была изготовлена из бетона. Сама крыша представляет собой кабельную конструкцию весом 800 тонн, несущую мембрану площадью 28 000 м2.

## Владельцы
С момента открытия арены возникло несколько вопросов, связанных с содержанием спортивного комплекса. Национальный стадион в Лагосе, самом густонаселенном и промышленно развитом городе страны, был построен к Всеафриканским играм 1973 года. Хотя изначально он считался самым современным, сегодня он считается ниже любого стандарта с точки зрения оборудования и охраны окружающей среды. Министр спорта Нигерии Амос Адаму рекомендовал правительству приватизировать стадион в Абудже сразу после завершения Всеафриканских игр 2003 года, дабы предотвратить акты вандализма, типичные для государственных зданий. Федеральное правительство Нигерии, которое на данный момент владеет ареной, столкнулось с серьезным противодейстывием как на местном, так и на международном уровнях.
Средняя оценка ежегодного технического обслуживания стадиона с момента его открытия составила около 7 миллионов долларов, что по многим стандартам считается высокой цифрой. Из-за высокой стоимости обслуживания федеральное правительство активно ищет варианты приватизации объекта. Через Бюро государственных предприятий (BPE) правительство намерено предоставить концессию единственному концессионеру, который возьмет на себя инвестиционные обязательства и, по сути, будет управлять стадионом с основной целью получения дохода от спортивных мероприятий, концертов, религиозных мероприятий, корпоративного спонсорства, корпоративной рекламы и иных мероприятий.
У концессионера есть выбор: взять на себя роль управляющего объектами недвижимости, входящими в состав Национального стадиона и Крытого спортивного комплекса, или нанять фирму для выполнения этой задачи. BPE будет выступать в качестве наблюдателя в рамках соглашения, а концессионер будет отчитываться перед федеральным правительством через BPE. Был рекомендован минимальный срок полномочий в 20 лет при условии пересмотра каждые пять лет. За содержание стадиона и его внешних территорий будет отвечать концессионер.

## Смена названия
12 июня 2019 года президент Нигерии Мухаммаду Бухари в рамках специальной торжественной церемонии переименовал стадион в Абудже в честь победителя президентских выборов 1993 года Мошуда Абиолы.